# Vittina coromandeliana
Vittina coromandeliana, in Aquaristikkreisen z. T. auch als Zebrarennschnecke bezeichnet, ist eine im Süß- und Brackwasser lebende Schnecke aus der Familie der Kahnschnecken (Neritidae), die zur Ordnung der Neritomorpha zählt. Sie ist in Südostasien verbreitet, das Artepitheton verweist wahrscheinlich fälschlicherweise auf die Koromandelküste in Südindien, da die Art heute dort nicht vorkommt.

## Merkmale
Das eiförmig-konische Gehäuse vom Vittina coromandeliana wird bis 20 bis 24 mm hoch und erreicht einen Durchmesser von 18 bis 23 mm (15 mm hoch und 13 mm im Durchmesser). Es ist apikal stumpfkonisch; der Apex selber stumpfgerundet oft bereits korrodiert. Die Oberfläche ist glatt und glänzend. Die Art zeigt in ihrem großen Verbreitungsgebiet eine beachtliche Variabilität in der Färbung und im Farbmuster. Das Gehäuse ist meist braun oder schwarz mit axial verlaufenden, gelben Zickzack-Streifen. Die Mündung ist sehr groß, schräg verlaufend und halbkreisförmig. Die Parietalwand ist grauweiß bis weiß, glatt und glänzend. Zentral an der Spindelfalte ist eine feine Bezähnelung (6 bis 10 Dentikel) ausgebildet. Die Außenlippe ist verhältnismäßig dünn. Das Operkulum ist glatt und graubraun, schmutzigweiß oder gelbbraun, oft mit einem orangefarbenen Rand. Innen ist es braungraun bis orangefarben. 

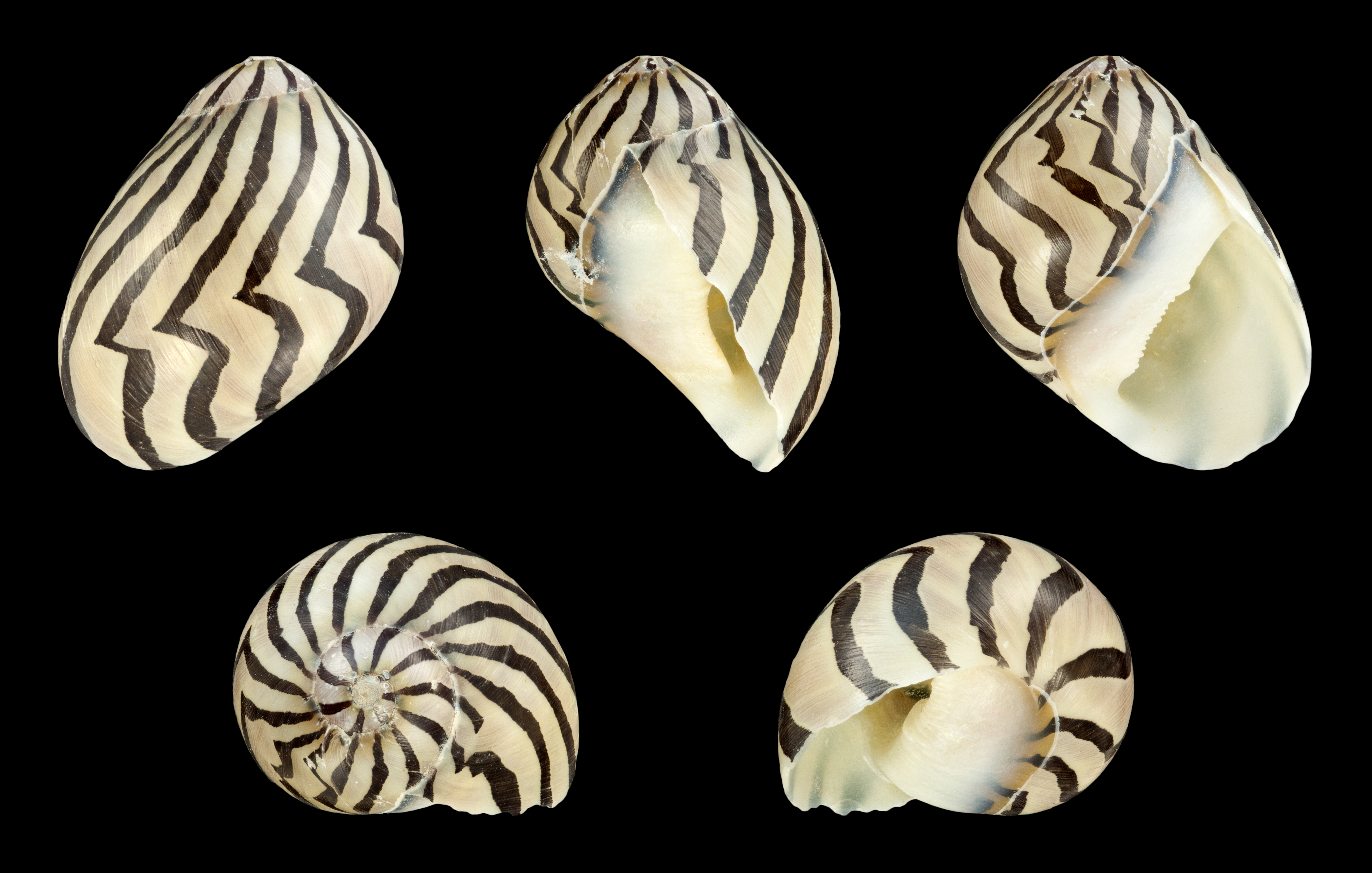
Form mit breiten Bändern und Zickzackmuster

## Geographische Verbreitung und Lebensraum
Das Verbreitungsgebiet von Vittina corommandeliana erstreckt sich von Thailand, die Malaiische Halbinsel über Indonesien bis Polynesien und die Philippinen. Das Vorkommen der Art in Südindien ist trotz des Namens sehr zweifelhaft. Sichere Vorkommen sind nicht bekannt.
Sie besiedeln überwiegend stehende brackische Wasserbecken in den Mangrovensümpfen und die kleinen brackischen Entwässerungskanäle zum offenen Meer. In Malaysia wurden sie auf versunkenen Stämmen von Nipapalmen beobachtet. Sie besiedeln außerdem die Ästuarbereiche kleiner Flüsse.

## Lebensweise
Neritina coromandeliana ist wie alle Neritidae getrenntgeschlechtlich. Das Männchen besitzt für die Übertragung der Spermien einen Penis, die Befruchtung erfolgt im Körper des Weibchens. Sie vermehren sich allerdings nicht im Süßwasser. Die Larven benötigen Meerwasser zur Entwicklung. Nach der Eiablage schlüpfen aus den abgelegten Kapseln zunächst freischwimmende Larven, sogenannte Veliger. Diese Larven leben schwebend im Meer und ernähren sich von Einzellern. Erst nach einiger Zeit wandeln sie sich in kriechende und beschalte Schnecken um. Neritidae sind daher auf die Nähe des Ozeans angewiesen 

## Taxonomie und Systematik
Das Taxon (als Neritina coromandeliana) wurde von George Brettingham Sowerby in dem Werk "Conchological Illustrations" erstmals publiziert, das in 200 einzelnen Lieferungen von 1832 bis 1841 erschien (Gattung Neritina, Fig.52). Für das genaue Publikationsdatum des Taxons muss daher das Publikationsdatum der Lieferung ermittelt werden, in der Neritina coromandeliana publiziert wurde. Nach Shaw (1909) wurde diese Lieferung im Juni 1836 publiziert. Das oft angegebene Publikationsdatum 1832 ist daher falsch. George Brettingham Sowerby gibt als Typlokalität die Koromandelküste in Indien an. Nach Brandt (1974) ist dies jedoch wahrscheinlich eine irrtümliche Angabe, da die Art dort bisher nicht gefunden wurde. 
Die systematische Stellung der Art wird immer noch kontrovers diskutiert; der Name erscheint in den Publikationen der letzten Jahrzehnte in den Kombinationen Neritina (Vittoida) coromandeliana, Neritina (Provittoida) coromandeliana und Vittina coromandeliana sowie auch in der ursprünglichen Kombination Neritina coromandeliana. In der neueren vorläufigen Checkliste der Mollusken von Singapur benutzen Siong Kiat Tan und Henrietta P. M. Woo wiederum Vittina coromandeliana.
Die im Handel befindlichen "Zebrarennschnecken" werden in neueren Arbeiten meist als Neritina turrita (Gmelin, 1791) identifiziert.

## Belege

## Anmerkung
1. ↑  Nach einer neueren aquaristischen Arbeit soll es sich bei der aquaristisch so genannten Zebrarennschnecke um die ebenfalls in Südostasien lebende Neritina turrita handeln. Eine weitere bei Aquarianern beliebte Art ist die in Ostafrika lebende Neritina natalensis. Daher wird der wissenschaftliche Name bevorzugt.